# Красні Орли (Чаришський район)
Кра́сні Орли́ (рос. Красные Орлы) — село у складі Чаришського району Алтайського краю, Росія.

## Населення
Населення — 154 особи (2010; 238 у 2002).
Національний склад (станом на 2002 рік):
- росіяни — 99 %